# Třístoličník
Třístoličník (niem. Dreisesselberg) – szczyt na Szumawie (Šumava, niem. Bayerischer Wald), leżący na czesko-niemieckiej granicy. Sporna jest wysokość szczytu - Czesi podają wysokość 1311 metrów n.p.m. - jest to wysokość formacji skalnej Dreisesselfels, po niemieckiej stronie, tuż przy granicy. Z kolei Niemcy i Austriacy uznają za najwyższy punkt położoną 400 metrów dalej formację skalną Hochstein, mającą wysokość 1332 metry n.p.m.. Czeska kartografia uznaje Hochstein za osobną górę. Z kolei najwyższy punkt znajdujący się na terenie Czech wynosi 1302 metry n.p.m. - taka informacja znajduje się przy tablicy na węźle szlaków.
Tuż obok szczytu znajduje się schronisko i restauracja Berggasthof Dreisessel. Pierwsze schronisko wybudowane zostało w 1888 przez organizację turystyczną Bayerischer Wald-Verein. Obecny budynek powstał w 1913, a po rozbudowie w latach 60. XX wieku uzyskało dzisiejszy kształt.

## Ochrona przyrody
Po czeskiej funkcjonuje Park Narodowy Szumawa, natomiast po niemieckiej, wzdłuż granicy, rezerwat przyrody Natura 2000 Hochwald, chroniący pralas.

## Szlaki turystyczne
Po czeskiej stronie szlak   z osady Nové Údolí (7,5 km) na Plechý (5,5 km)
Po niemieckiej stronie biegnie m.in. europejski długodystansowy szlak pieszy E6 oraz ścieżka tematyczna Literaturwanderwege Adalbert Stifter.